# 秋月種備
秋月 種備（あきづき たねとも）は、江戸時代中期の旗本寄合席。通称は式部。高鍋藩主秋月家分家の旗本寄合席・木脇領主秋月家7代当主。石高は日向国諸県郡、宮崎郡内3,000石。

## 生涯
秋月種茂の五男として誕生。幼名は和三郎。兄に高鍋藩主となる秋月種徳や秋月藩主黒田長舒がいた。
安永5年（1776年）に種穀の死を受けて、11歳で高鍋藩分家の旗本寄合席秋月家を相続し、天明8年4月（1788年）に徳川家斉に初めて御目見を済ます。
寛政3年（1791年）刊行の須原屋茂兵衛蔵版の武鑑において、御寄合衆に「秋月式部」とある。また、同年7月17日（1791年8月16日）より本所深川火事場見廻役に就任する。
寛政5年（1793年）に死去。享年28。法名は紹観。墓所は下谷広徳寺の梅雲院。
男子がいなかったために、高鍋藩連枝の新小路秋月家当主である秋月種懐（此面）の子で、従弟にあたる種賀を婿養子に迎えて跡を継がせている。

## 系譜
- 父：秋月種茂
- 母：盈子 - 松平明矩の娘
- 養父：秋月種穀（1744-1776）
- 正室：堀親長の娘
- 生母不明の子女
  - 女子：秋月種賀正室
- 養子
  - 男子：秋月種賀（1777-?） - 高鍋藩連枝・新小路秋月家の秋月種懐の子